# رسان رولاند کرک
رسان رولاند کرک (انگلیسی: Rahsaan Roland Kirk; ۷ اوت ۱۹۳۵ – ۵ دسامبر ۱۹۷۷) نوازنده چند ساز سبک جاز اهل ایالات متحده آمریکا بود. وی در نواختن ساکسوفون تنور، فلوت و چندین ساز دیگر تبحر داشت. وی بین سال‌های ۱۹۵۵ تا ۱۹۷۷ میلادی فعالیت می‌کرد.
او به خاطر سرزندگی در اجراهای زنده روی صحنه شهرت داشت، که طی آنها، او مهارتش در نواختن چندین ساز به‌طور هم‌زمان را با شوخی و غرولندهای سیاسی به نمایش می‌گذاشت.